# Lauren Weisberger

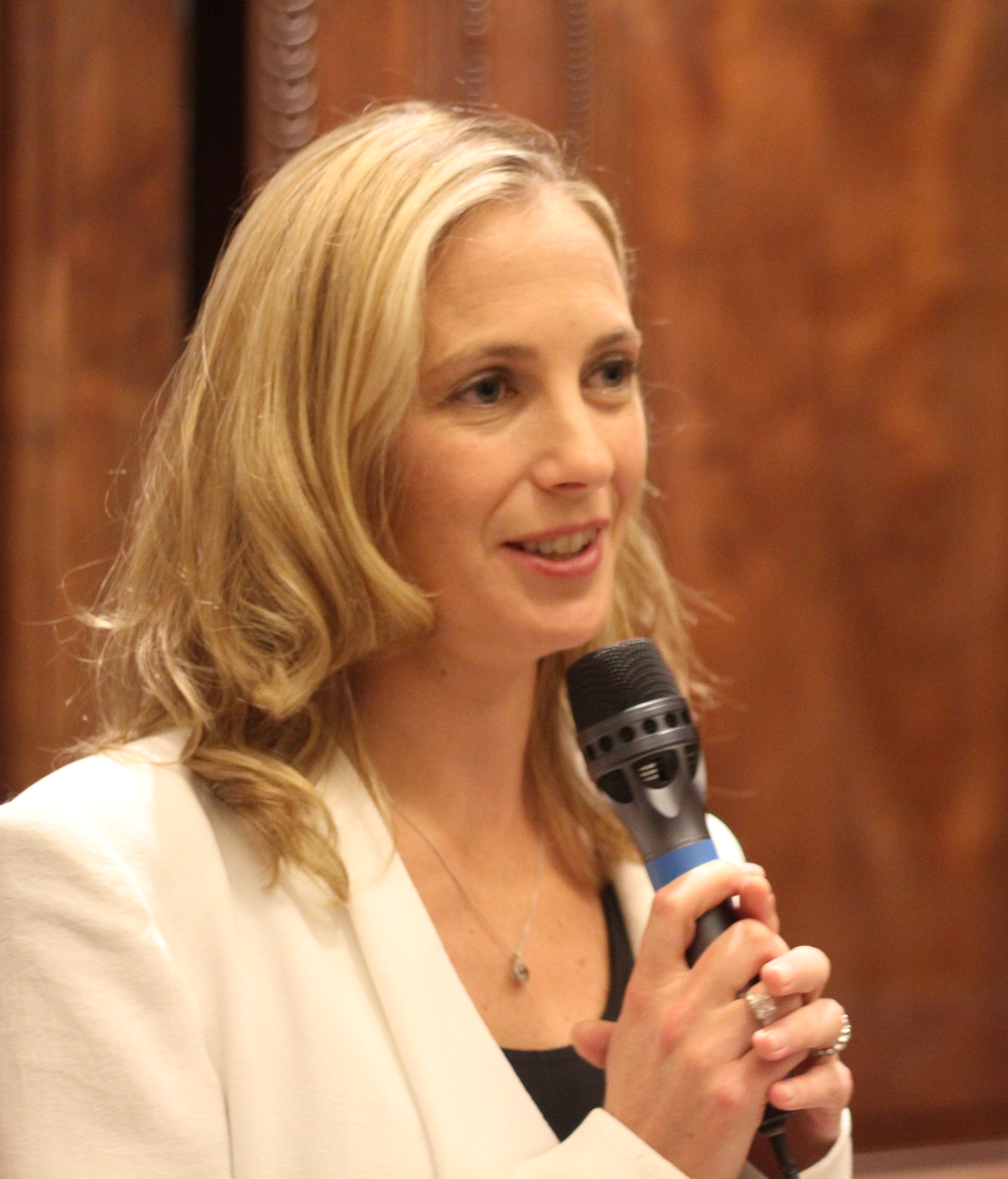
Lauren Weisberger (2013)

Lauren Weisberger (* 28. März 1977 in Scranton, Pennsylvania) ist eine US-amerikanische Autorin.
Als sich ihre Eltern trennten, war Lauren Weisberger elf Jahre alt. Zusammen mit ihrer Mutter und ihrer Schwester Dana zog sie nach Allentown, Pennsylvania. Dort in der Nähe besuchte sie die Parkland High School, wo sie 1995 ihren Abschluss machte.
Nach dem Studium an der Cornell University in Ithaca/New York wurde sie als zweite Assistentin der Chefredakteurin der US-amerikanischen Ausgabe der Vogue Anna Wintour angestellt.
Lauren Weisberger ließ sich für ihren Bestseller The Devil wears Prada (Der Teufel trägt Prada) von ihrem reichhaltigen Fundus an Erlebnissen und Erfahrungen als persönliche Assistentin von Anna Wintour im Hause der Modezeitschrift, die weltweit einen starken Einfluss auf Mode und Modefotografie hat, inspirieren. Ihr Erstlingswerk veröffentlichte sie 2003 beim Verlag Broadway Books. In Deutschland erschien das Buch beim Goldmann Verlag. Der Roman wurde 2006 verfilmt. Der Teufel trägt Prada (The Devil Wears Prada) ist eine US-amerikanische Filmkomödie von David Frankel. In den Hauptrollen sind Meryl Streep und Anne Hathaway zu sehen.
Weisbergers zweiter Roman Die Party-Queen von Manhattan, in dem es ebenfalls um das Leben der New Yorker Upper Class geht, erschien 2006.
Zurzeit lebt Lauren Weisberger mit ihrem Ehemann und ihren zwei Kindern in New York City.

## Werke
- Der Teufel trägt Prada (The devil wears Prada), Goldmann Verlag München 2004, ISBN 3-442-54145-X.
- Die Party-Queen von Manhattan (Everyone worth knowing), Goldmann Verlag München 2007, ISBN 3-442-54234-0.
- Ein Ring von Tiffany (Chasing Harry Winston), Goldmann Verlag München 2009, ISBN 978-3-442-54267-3.
- Champagner und Stilettos (Last night at Chateau Marmont), Goldmann Verlag München 2011, ISBN 978-3-442-47421-9.
- Die Rache trägt Prada. Der Teufel kehrt zurück (Revenge wears Prada. The Devil Returns), Goldmann Verlag München 2013, ISBN 978-3-442-54287-1.
- Die Liebe trägt Weiß (The singles game), Goldmann Verlag München 2017, ISBN 978-3-442-48298-6.
- Die Frauen von Greenwich (The Wives), Goldmann Verlag München 2020, ISBN 978-3-442-48299-3.